# Colombiers (Orne)
Colombiers – miejscowość i gmina we Francji, w regionie Normandia, w departamencie Orne.
Według danych na rok 1990 gminę zamieszkiwały 334 osoby, a gęstość zaludnienia wynosiła 27 osób/km² (wśród 1815 gmin Dolnej Normandii Colombiers plasuje się na 564. miejscu pod względem liczby ludności, natomiast pod względem powierzchni na miejscu 365.).